# Psalm 122

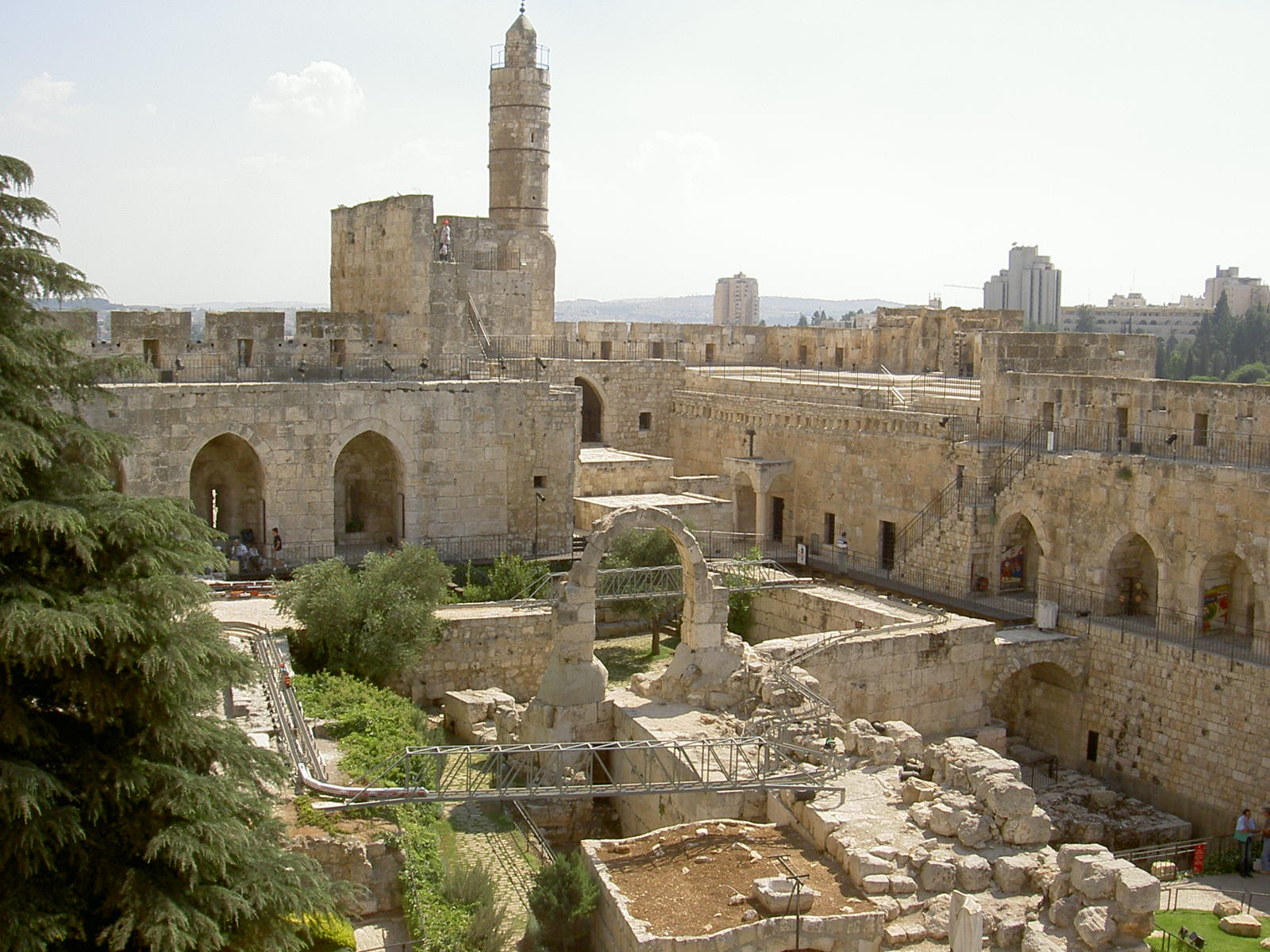
De oude stad van Jeruzalem

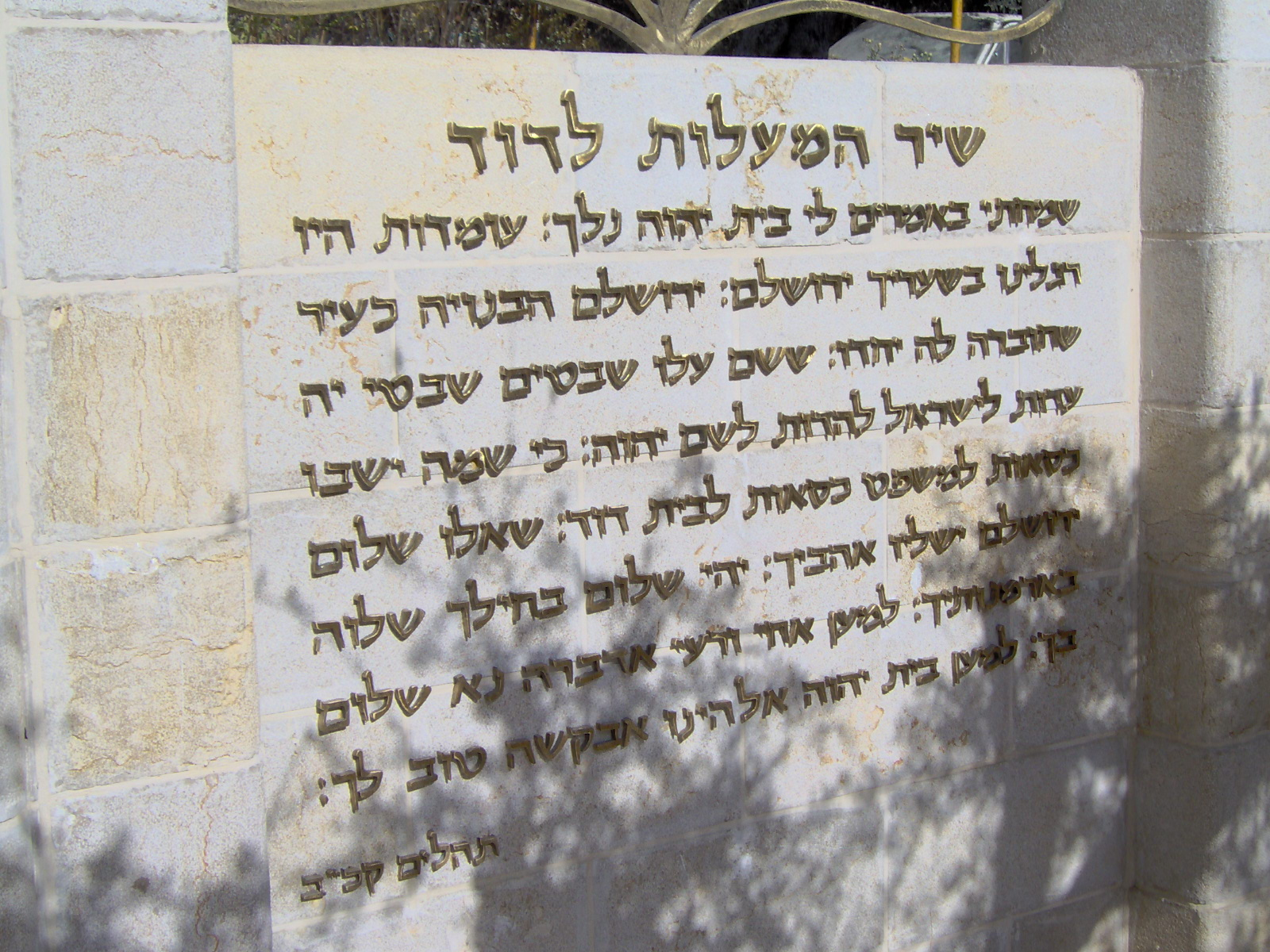
De liederen Hamaäloth op een muur in Jeruzalem

Psalm 122 is een psalm in Psalmen uit de Hebreeuwse Bijbel. De psalm maakt deel uit van een reeks bedevaartspsalmen. Psalm 120 en 121 omschrijven de omgeving vanwaar men optrok en Psalm 122 het betreden van de stad Jeruzalem. Om deze reden is Psalm 122 onder meer in veel Nederlandse kerken een bekende en veelgezongen psalm geworden.

## Jodendom
In het Jodendom is Psalm 122 een veel gezongen en gereciteerde psalm, vanwege de lofzang op de stad Jeruzalem. De Psalm wordt gereciteerd op Sjabbat Nachamu (de sjabbat na Tisha B'Av) en vers 7-9 zijn een deel van de Berachot. Psalm 122 maakt geen deel uit van het Halleel, hoewel dit vaak wordt gedacht omdat in deze psalm Jeruzalem wordt omschreven. Het Halleel bestaat uit Psalm 113 tot 118.

## Muziek
De Psalm is diverse malen berijmd in psalmberijmingen op melodieën van de Geneefse psalmen. De psalm kan hierdoor worden gezongen in de Psalmberijming van 1773, de nieuwe berijming van 1967, de berijming uit het Gereformeerd Kerkboek en in De Nieuwe Psalmberijming uit 2020. In de bundel Opwekking bezingt lied 744 de vrede voor Jeruzalem.

### Jazzy versie
In 1996 maakte de Nederlandse componist Willem Breuker in opdracht van de Van der Leeuwstichting een muzikale versie van Psalm 122.